# Murazzano (queso)
Murazzano es un queso italiano con denominación de origen protegida a nivel europeo por el Reglamento CE n.º 1.107/96. Se elabora en la región de Piamonte, concretamente en Cuneo.

## Historia
Toma su nombre de Murazzano, donde se elabora la mayor parte de este queso. Es un típico robiola piamontés. Antiguamente se elaboraba por artesanos individuales, ahora lo hacen cooperativas. Este queso vio reconocida su DOC en 1982, y se incluyó entre las denominaciones protegidas por la Unión Europea en 1996.

## Características
Es un queso graso, elaborado con leche de oveja pura o con leche mezclada de oveja en una medida mínima del 60% con añadidos eventuales de leche de vaca en proporción máxima de un 40%. La alimentación del ganado ovino y eventualmente vacuno debe ser forraje de la zona de producción. Tras la coagulación, la cuajada reposa durante 3 horas y luego se hacen pequeños cilindros. Su aspecto es muy característico: cilindros no muy altos de no más de 10,5 centímetros de diámetro. La corteza es rojiza. La pasta resulta suave, con pocos ojos y un color que varía entre el blanco marfil y el amarillo pajizo, dependiendo de su grado de madurez. 
Normalmente el queso se toma fresco, a los 4-5 días de su preparación, aunque puede venderse más curado. El queso maduro tiene un sabor amargo. Es ingrediente de un bruss llamado Bruz di Murazzano, una pasta cremosa que se conserva en jarritas de cristal.